# Neophilaenus longiceps
Neophilaenus longiceps is een halfvleugelig insect uit de familie Aphrophoridae. De wetenschappelijke naam van deze soort is voor het eerst geldig gepubliceerd in 1895 door Puton.